# 九龍巴士51線
九龍巴士51線是香港新界的一條循環巴士路線，來往荃灣（如心廣場）及上村，提供荃錦公路（石崗、大帽山、川龍、朗逸峰、光板田村）來往港鐵荃灣站及荃灣市中心的服務，更是荃錦公路（川龍至石崗雷公田一段）除的士以外的唯一一種公共交通服務。

## 歷史
- 1961年6月24日：因應荃錦公路於同年5月25日正式開放為公用道路，本路線前身26號投入服務，初期是半直通路線，往來佐敦道碼頭至元朗豐年路，只以試辦形式運作，在荔枝角和石崗之間，只有荃灣市中心和大帽山兩個分站），全程收費一元（及後不斷增加分段收費），當時是元朗往返市區除16號外另一主要路線。[1][2]
- 1961年12月1日：由於反應良好，正式成為永久路線。[3]
- 1962年5月1日：於川龍增設分段收費點，由荃灣中約至川龍之收費由原有六毫減至二毫。[4]
- 1969年某日：九巴開辦來往荃灣碼頭至石崗的臨時路線26A，為期一日，接載市民參加在石崗舉行的農展會。
- 1973年7月16日：九巴對新界路線作大規模重整，新界各區均設有地區字頭，元朗及屯門區分為50至69組別，26線便由當日起改編號為51線，並縮短至大角咀碼頭全程收費$1.2。
- 在1970年代，客量不斷上升（1974-1975年間的客量增長達20%-41%），九巴需要不斷加班應付需求。據1970年代工務局的調查報告，早上0700至0800往大角咀方向，於川龍／光板田一帶計算的載客率達115%（短缺），而於1200-1300時段，由錦田至凹頭往元朗方向的載客量更達130%（短缺），由此可見，當年的51線客量已達至飽和。
- 1977年2月25日：由大角咀開出之單層51號九巴於石崗撞斃一名騎單車青年後失控衝入超級市場，車身隨後發生猛烈爆炸並波及鄰近七輛汽車，火警更升為三級，導致6死22傷。[5]
- 1979年2月15日：配合元朗（西）巴士總站啟用遷往該處。
- 1981年4月12日至1982年5月15日：全程收費$2.5
- 1982年5月16日：配合地鐵荃灣綫於1982年5月16日全線通車，縮短為元朗（東）至荃灣站，並改稱51M，收費$1.5。
- 1982年8月20日：荃灣地鐵站總站遷往南豐中心基座的巴士總站。[6]
- 1983年4月17日：總站由元朗（西）縮短至錦田，往荃灣方向改經錦上路。
- 1984年12月16日：總站由荃灣地鐵站遷往荃灣碼頭，改經大河道天橋往來，編號改回51。
- 1990年12月5日：全線改以全新都城嘉慕MCW 9.7米雙層巴士行走。
- 1992年8月10日：增設特別班次51P，由錦田（石崗泳池）對面開往荃灣碼頭，途經上村巴士總站。
- 1996年1月15日：加入單層空調巴士行走。
- 1998年10月19日：因九巴251M投入服務，本線全線改派單層空調巴士行走，全程收費$7.6，並大幅削減班次，51P停駛。
- 2000年3月19日：荃灣總站由荃灣碼頭遷往荃灣（如心廣場）。
- 2008年6月8日：九巴加價，本線全程收費由$7.6增至$7.8，分段車費由$4.4增至$4.6，全程及分段車費均增加$0.2。
- 2008年9月7日：總站由錦田遷往錦上路站，與251M同一總站，除方便乘客及易於管理外，亦同時方便屯門及元朗的西鐵綫乘客轉乘本線往來大帽山郊野公園郊遊，同時亦減一車，只餘下4輛巴士行走。
- 2011年5月15日：九巴加價，本線全程收費由$7.8增至$8.1，分段車費由$4.6增至$4.8。
- 2011年7月30日凌晨：其中三輛行走本路線的丹尼士飛鏢巴士字軌車，於收車後停泊的元朗（東）巴士總站被偷去牌布，需臨時改用膠牌於車頭顯示目的地。[7]
- 2013年1月27日：配合荃灣五區物業發展及荃灣運輸大樓永久封閉，總站由荃灣（如心廣場）遷往荃灣西站，以騰出車坑供原於荃灣運輸大樓作總站的新界專線小巴路線遷入[8][9]。
- 2013年3月17日：九巴加價，本線全程收費由$8.1增至$8.5，分段車費由$4.8增至$5.1。
- 2014年10月4日：配合錦田巴士路線重組作出以下改動[10]：
  - 縮短路線，改為循環來往荃灣西站至上村，不再服務錦上路站至上村一帶，集中服務荃灣往來荃錦公路一帶及大帽山郊野公園的乘客；
  - 增設與54、64K／64S、251A及251B的八達通轉乘優惠；
  - 星期一至五早上加開一班由上村開出的特別班次；
  - 星期一至五班次改為60分鐘一班，星期六及假日加密日間班次。
- 2015年6月27日：增設到站時間預報。[11]
- 2015年10月5日：由上村往荃灣西站的早上特別班次開車時間由07:30提早至07:15，初時試辦3個月，[12][13]後改為永久實行。
- 2016年5月3日：往上村方向新增大河道分站。[14]
- 2016年7月25日：往荃灣西站方向新增光板田村四段分站。[15]
- 2019年4月8日：荃灣總站遷回荃灣（如心廣場）。[16]
- 2021年，九巴試驗E6M 11.3米三車軸雙層巴士行走整段荃錦公路，效果令人滿意；由此九巴增購26部E6M 11.3米三軸雙層巴士行走51線及往來新娘潭／烏蛟騰的275R線。
- 2022年6月10日：往荃灣方向新增荃錦公路「圳下」分站[17]。
- 2023年2月13日：每日頭班車提早至06:10開出，並取消星期一至五上午由上村開出之特別班次[18]。
- 2023年5月8日：每日頭班車提早至06:00開出[19]。
- 2023年6月18日：九巴加價，本線全程收費由$9.4增至$9.8，分段車費由$5.8增至$6.0。

## 服務時間及班次
| 荃灣（如心廣場）開   | 荃灣（如心廣場）開 | 荃灣（如心廣場）開 |
| 日期                 | 服務時間           | 班次（分鐘）       |
| -------------------- | ------------------ | ------------------ |
| 星期一至五           | 06:00-07:20        | 40                 |
| 星期一至五           | 07:20-23:20        | 60                 |
| 星期六、日及公眾假期 | 06:00-07:00        | 30                 |
| 星期六、日及公眾假期 | 07:00-07:50        | 25                 |
| 星期六、日及公眾假期 | 07:50-15:20        | 15                 |
| 星期六、日及公眾假期 | 15:20-19:20        | 30                 |
| 星期六、日及公眾假期 | 19:20-23:20        | 60                 |

備註
- 星期六、日及公眾假期，巴士公司會因應實際客量而額外增加班次。

## 收費
全程：$9.8
- 石崗村往上村／川龍往荃灣（如心廣場）：$6.0
- 上村往荃灣（如心廣場）：$9.8

| - 本線設有12歲以下小童及65歲或以上長者半價優惠。 - 65歲或以上香港居民使用「樂悠咭」，以及12歲以下合資格殘疾兒童使用「殘疾人士身份」個人八達通繳付車資，均可享有每程$2.0或半價（以較低者為準）的票價優惠；12至64歲合資格殘疾人士使用「殘疾人士身份」個人八達通（包括「樂悠咭」），以及60至64歲香港居民使用「樂悠咭」繳付車資，均可享有每程$2.0或全費（以較低者為準）的票價優惠。 - 65歲或以上長者如使用長者或一般個人八達通繳付車資，則只可享有半價優惠；12至64歲合資格殘疾人士如不使用「殘疾人士身份」個人八達通，以及60至64歲人士如不使用「樂悠咭」繳付車資，必須繳付全費。 - 乘客可以現金或八達通於上車時付款，不設找續。 - 每位成人乘客可免費攜帶最多兩名4歲以下而不佔座位的兒童乘客乘車，超額之4歲以下小童必須繳付小童車費乘車。 - 持有「九巴月票」之乘客在車票有效期內，每日可享最多10程任何九龍巴士及龍運巴士路線（包括本路線，以及聯營路線的九龍巴士／龍運巴士提供的班次；惟乘搭機場「A」及「NA」線則可享原價二七折優惠（不會計算每天10次合資格車程））；而B1線則每日可享最多各2程（不會計算每天10次合資格車程）。 - 九龍巴士、城巴、龍運巴士及陽光巴士全職員工及家屬（不包括外判職員）可免費乘搭本路線，惟必須拍職員或職員家屬八達通。 - 乘客亦可透過多元化電子支付系統（e度嘟）繳付車資，包括使用非接觸式VISA卡、JCB卡、萬事達卡、銀聯卡、美國運通、大來國際、Discover Card、Apple Pay、Google Pay、Samsung Pay、AlipayHK「易乘碼」、支付寶、WeChatHK／微信支付「搭車碼」、銀聯雲閃付「乘車碼」及BOC Pay「乘車碼」。乘客使用此付款方式，使用此支付方式的乘客可享有中途下車之分段收費，以及與其他九巴／龍運獨營路線或聯營線九巴／龍運班次之轉乘優惠，惟不適用於與非九巴／龍運路線之轉乘優惠，亦不能享有「公共交通費用補貼計劃」及「長者及合資格殘疾人士公共交通票價優惠計劃」。 |

- 乘搭本線到達上村總站後，必需重新支付車資，方能繼續前往荃灣(如心廣場)沿途各站。[20]

### 八達通轉乘優惠
乘客登上本線後150分鐘內以同一張八達通卡轉乘以下路線，或從以下路線登車後150分鐘內以同一張八達通卡轉乘本線，次程可獲車資折扣優惠：
51←→54、64K/S、251A、251B
- 51往上村 → 54、64K往元朗（西）、64S/251A往錦上路站或251B往八鄉路，次程可獲$6.4折扣優惠
- 54往上村、64K往大埔墟站、251A或251B往上村 → 51往荃灣，回贈首程車資

## 使用車輛
因應荃錦公路陡斜的地勢，運輸署規定派往本線行走之巴士需全數配置手動減速器及引擎轉速錶，以確保行車安全。

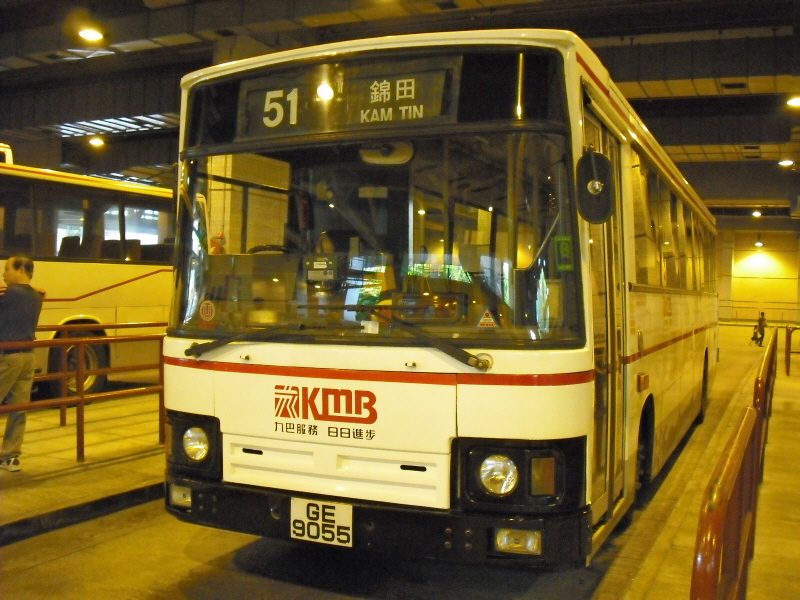
51線曾使用的丹尼士飛鏢單層空調巴士，配有手動減速器

由於荃錦公路不少路段都十分陡峭，一向以來九巴最初派出亞比安Victor VT17L巴士行走本線前身26號路線。1963年起，開始加入亞比安Victor VT23L巴士應付，直至改稱51初期，便改用攀斜能力較佳的1976年亞比安Viking EVK55CL單層巴士接力，而該款巴士一直用至最後退役為止，最後於1992年服役64K線。
踏入1980年代後期，亞比安Viking EVK55CL巴士因車齡已高而面臨被淘汰，而當年九巴車隊中除了亞比安巴士外，便再沒有任何單層巴士車款可供使用，於是九巴便開始進行雙層巴士行走荃錦公路的可能性研究。但當時九巴車隊中，基本上沒有適合的雙層巴士車款可以應付全港最陡斜的荃錦公路，即使是利蘭勝利二型（G）及丹尼士喝采（N）這些攀爬能力較高的車型，面對要攀上全港最高的巴士站－荃錦公路（郊野公園林務站）的路面都因為引擎輸出偏低（利蘭勝利二型（G）及丹尼士喝采（N）配置的Gardner 6LXB引擎最高只有180匹馬力），攀斜速度緩慢，導致引擎過熱而無法招架（該巴士站位於海拔約492米，比位於大嶼山西部、海拔約440米的昂坪總站還要高出50多米、比港島太平山頂總站海拔396米高近百米，亦比大嶼山中部東涌道的最高點~伯公坳巴士站341米高逾百多米）。
1989年，適逢當時九巴首輛都城嘉慕威曼都城（MCW Metrobus）雙層三軸空調巴士（車牌DP1932）試驗失敗（該車後來被拆走空調系統，改為普通巴士，車隊編號為S3M145，已退役），該車配置的270匹吉拿6LXDT引擎被拆下來，並將該副引擎，連同Voith D863波箱移植至9.7米版本都城嘉慕威曼都城雙層巴士（M）的其中一部（M21／DC9306）之上，同時加設手動減速器試行荃錦公路，結果試驗成功，九巴便增購8輛配有Cummins L10-B282及Voith D864G波箱、手動減速器及抽風機的全新都城嘉慕威曼都城巴士9.7米（M81-M88）行走51線（該批巴士更是MCW結束巴士業務前最後一批由九巴接收的9.7米同款巴士），為安全起見下層企位只限3人。1989年12月5日起51線全線改以這些全新巴士行走。該批巴士有高達280匹輸出馬力，差速比亦比同期的都城嘉慕威曼都城巴士大，再配上專為爬山而設的Voith波箱（Voith D864G為其中一款為在波箱輸出端額外增設一組齒輪，強化輸出扭力。另一款為Voith D854G），令其攀斜性能超卓，能輕鬆應付陡峭的荃錦公路。可是由於該批MCW 9.7米雙層巴士需長期行走荃錦公路，加上日以繼夜上落陡斜路面，損耗比同款巴士為快，底盤更出現扭曲（據聞是與扭力過大有關，亦有傳是巴士經常「上重下輕」有關）因此有17輛較舊（1983年至1985年間出廠）的巴士（包括M24、M30、M45、M46、M53、M58-61、M63、M64、M71、M72、M74-M77），進行改裝工程後，服役本線。工程包括增大水箱散熱面積，更換尾牙，換上Cummins L10-B282引擎及Voith D864G波箱（來自M81-M88及部分原在將軍澳區服役的部份同配備的11米版本都城嘉慕威曼都城雙層巴士）。第一輛登上大帽山的都城巴士M21更於1990年代再更換為與M81-M88同樣配備，為眾多服役51線的都城巴士中時間最長的巴士。
由於行走51線的雙層巴士都需要經特別改裝，一旦車輛需要維修便不能用其他車輛代替，變成無法維持正常班次，這情況下九巴亦會很如實貼出車輛不足導致班次不準的通告。
51線於1996年加入2輛1994年丹尼士飛鏢單層空調巴士行走，該批巴士更換尾牙，提升引擎馬力至180匹，改裝為全電動散熱水箱風扇及加裝手動減速器。到了1998年10月19日，51線全線改派丹尼士飛鏢單層空調巴士行走，而原有的都城嘉慕威曼都城巴士9.7米雙層巴士則被調離51線。
隨著丹尼士飛鏢巴士年事已高，需於2011年開始退役，九巴於2010年訂購30部全新配置歐盟五型引擎、車身長10.4米的亞歷山大丹尼士Enviro 200 Dart低地台單層空調巴士（車隊編號為AAU），當中7輛配上手動減速器，將被派往本路線服役，其中車隊編號AAU2（PV3629）已於2011年7月17日率先駛上大帽山，是本路線首次引入低地台巴士服務，直至同年8月16日，兩部配置手動減速器的AAU10（PW5614）、AAU14（PX5111）正式上掛本路線作字軌車，11日後（8月27日）再換入兩部配置手動減速器的同款巴士（AAU18／PY3697、AAU21／PZ501）替代餘下兩部配置手動減速器的飛鏢型巴士，正式提供全線低地台巴士服務。由於荃錦公路禁止10米以上的車輛行走，而Enviro200 Dart的6氣缸版本最短為10.4米，故九巴需為該批巴士申請禁區許可證。
自本路線前身26線起，超過半世紀以來均由屯門／元朗車廠（Ｕ）派車，直至2014年11月11日，由於本路線改為循環線運作，總站只有荃灣，運作上轉為荔枝角車廠負責，本路線改由荔枝角車廠（Ｌ）派車行走，行走本路線而裝設有手動減速器的其中10輛亞歷山丹尼士Enviro 200 Dart由屯門車廠（Ｕ）調往荔枝角車廠（Ｌ），令本路線成為唯一一條由荔枝角車廠（Ｌ）單獨派車的元朗區巴士路線。
現時本線使用2輛亞歷山丹尼士Enviro 200 Dart 10.4米雙門版（AAU）單層空調巴士，均屬荔枝角車廠；星期六、日及公眾假期則會額外增加3輛同款巴士。
| 車隊編號 | 車牌   |
| -------- | ------ |
| AAU8     | PW4271 |
| AAU14    | PX5111 |

另外還有8輛亞歷山丹尼士Enviro 200 Dart作後備之用（若有巴士故障或維修時才使用）。這批亞歷山丹尼士Enviro 200 Dart已全數加裝手動減速器。而在2013年起，九巴亦開始為這批巴士加裝霧燈，以配合實際需要。但由於路線獨市及班次疏落，曾建議加設巴士到站時間器於各分站，但九巴認為本線長期虧蝕未有回應。直至九巴於2014年10月4日重組錦田八鄉路線後，因本路線星期一至五縮減班次至1小時一班，九巴才在上村總站列出預計抵站時間表。
| 51線後備用車列表 | 51線後備用車列表 | 51線後備用車列表      |
| 車隊編號         | 車牌             | 備註                  |
| ---------------- | ---------------- | --------------------- |
| AAU2             | PV3629           | 203C線掛牌車 (L)      |
| AAU3             | PV4394           | 荔枝角車廠 (L) 後備車 |
| AAU6             | PV8212           | 荔枝角車廠 (L) 後備車 |
| AAU10            | PW5614           | 53線掛牌車 (L)        |
| AAU16            | PY2123           | 53線掛牌車 (L)        |
| AAU18            | PY3697           | 荔枝角車廠 (L) 後備車 |
| AAU22            | PZ1073           | 34M線掛牌車 (L)       |
| AAU23            | PZ4255           | 荔枝角車廠 (L) 後備車 |

## 行車路線

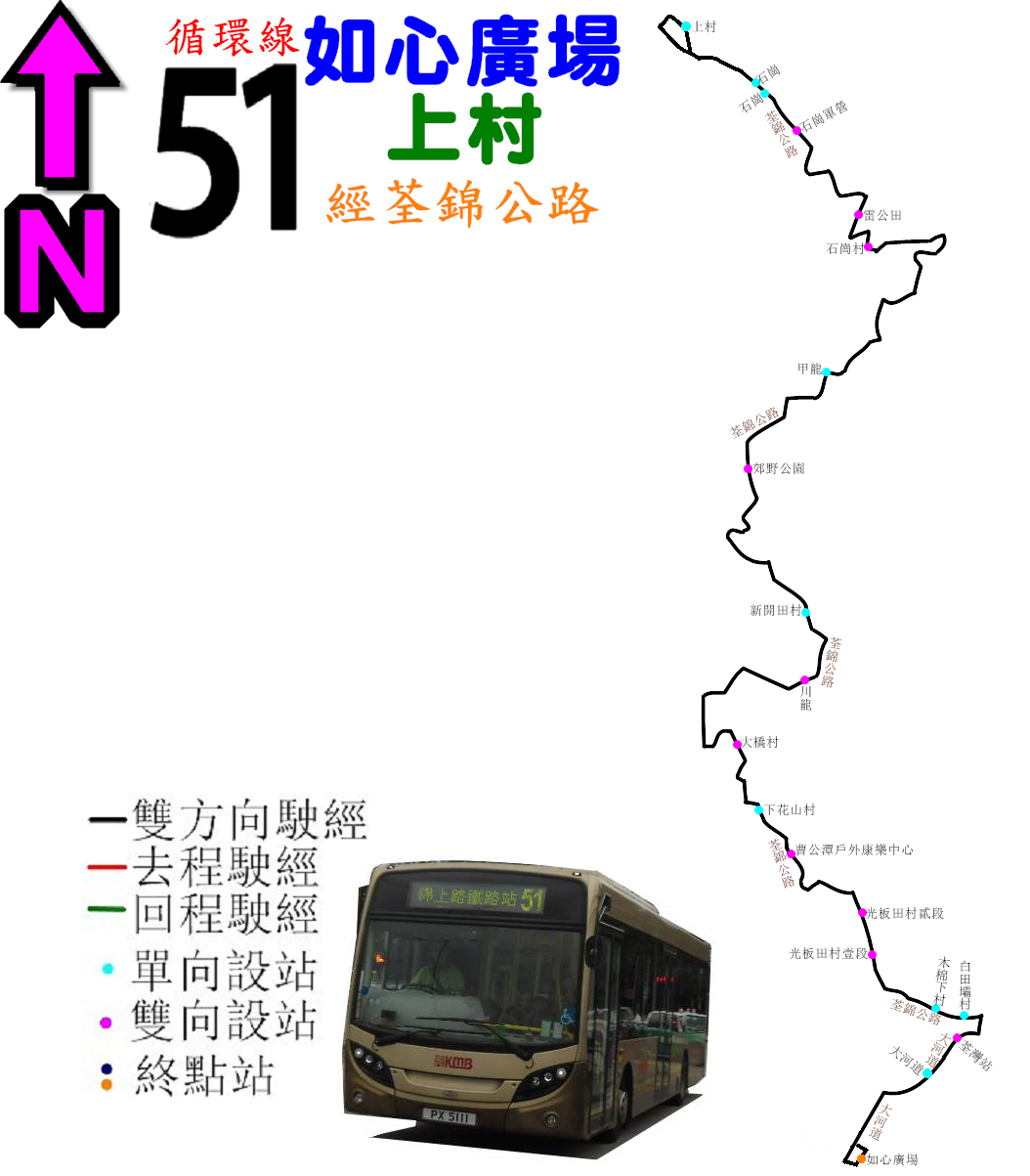
從本線的走線圖可見荃錦公路是相當蜿蜒崎嶇

經：大河道、大河道北、荃錦交匯處、荃錦公路、錦田公路、上村巴士總站、錦田公路、荃錦公路、荃錦交匯處、大河道北及大河道。

### 沿線車站
| 荃灣（如心廣場）開 | 荃灣（如心廣場）開 | 荃灣（如心廣場）開       |
| 序號               | 車站名稱           | 位置                     |
| ------------------ | ------------------ | ------------------------ |
| 1                  | 如心廣場巴士總站   | 荃灣（如心廣場）巴士總站 |
| 2                  | 大河道             | 大河道                   |
| 3                  | 荃灣站             | 大河道北                 |
| 4                  | 白田壩村           | 荃錦公路                 |
| 5                  | 光板田村一段       | 荃錦公路                 |
| 6                  | 光板田村二段       | 荃錦公路                 |
| 7                  | 曹公潭戶外康樂中心 | 荃錦公路                 |
| 8                  | 下花山村           | 荃錦公路                 |
| 9                  | 大橋村             | 荃錦公路                 |
| 10                 | 川龍               | 荃錦公路                 |
| 11                 | 新開田村           | 荃錦公路                 |
| 12#                | 大帽山郊野公園     | 荃錦公路                 |
| 13#                | 荃錦公路觀景台     | 荃錦公路                 |
| 14#                | 石崗村             | 荃錦公路                 |
| 15#                | 石崗軍營           | 荃錦公路                 |
| 16#                | 雷公田村           | 荃錦公路                 |
| 17#                | 石崗               | 荃錦公路                 |
| 18                 | 上村巴士總站       | 上村巴士總站             |
| 19                 | 石崗               | 荃錦公路                 |
| 20                 | 雷公田村           | 荃錦公路                 |
| 21                 | 石崗軍營           | 荃錦公路                 |
| 22                 | 石崗村             | 荃錦公路                 |
| 23#                | 大帽山郊野公園     | 荃錦公路                 |
| 24#                | 圳下               | 荃錦公路                 |
| 25#                | 川龍               | 荃錦公路                 |
| 26#                | 大橋村             | 荃錦公路                 |
| 27                 | 光板田村四段       | 荃錦公路                 |
| 28                 | 曹公潭戶外康樂中心 | 荃錦公路                 |
| 29                 | 光板田村二段       | 荃錦公路                 |
| 30#                | 光板田村一段       | 荃錦公路                 |
| 31#                | 木棉下村           | 荃錦公路                 |
| 32                 | 荃灣站             | 大河道北                 |
| 33                 | 如心廣場巴士總站   | 荃灣（如心廣場）巴士總站 |

有#車站為巴士必停站。
上村巴士總站為循環線折返點及回復全程收費

## 客量現況
本線途經的荃錦公路現時沿途常住人口稀少，且沿途的私人屋苑多為有車階級或自設穿梭巴士，本線客量因而偏低，加上荃錦公路地勢陡斜，使行走本線的巴士要承受較大的耗損，維修開支高昂，另外來往錦田、八鄉及荃灣、市區有頻密較快捷及有八達通轉乘優惠的251A線、251B線轉乘九巴大欖隧道路線或西鐵綫（現已與馬鞍山綫結合成屯馬綫）；另72號專線小巴由元朗泰衡街途經石崗軍營（雷公田村村口）至上村一段的荃錦公路，來往荃灣及川龍亦有班次頻密的80及85號專線小巴也途經木棉下村至荃錦交匯處的一小段。故本線連年經營錄得巨額虧損。
本線主要客源為來往大帽山的旅客及遠足人士，星期六、日及公眾假期客量較高，部份時間可以令一輛單層巴士滿載，有時需要加開特別班次疏導乘客。相反，星期一至五客量偏低，非繁忙時間每班車的乘客寥寥可數，甚至全程沒有乘客。
雖然本線錄得巨額虧損，但由於川龍至雷公田之間，即大帽山郊野公園範圍內的一段荃錦公路並無其他公共交通工具服務，而其他交通營辦商（如專線小巴）不肯接辦本線，令本線成為九巴所稱之「社會服務型」路線。九巴在回應2013年施政報告時發出的新聞稿指出，本線「雖然載客量偏低，但沿途居民沒有替代公共交通工具，這類社會服務型路線有繼續營運的需要」，根據最近2014至2015年度政府重組路線報告中提及，本線決定平日再進一步縮減到每小時一班，並改作循環線及縮短至上村作折返點。相信當局對這類社會服務型的義務也不斷遞減。該重組計劃已定於2014年10月4日實施縮短路線，改為來往荃灣西站至上村，並改為循環運作，以上村為循環點，不再服務錦上路站至上村一段錦田公路／錦上路，並改以八達通轉乘四條區內路線來往錦田及元朗，因應前往荃錦公路林務站上班人士的需求，星期一至五早上加開一班由上村開出的特別班次。而是次實施相關改動路線後，星期一至五班次調整為60分鐘一班（星期六及假期日間則加密至15或30分鐘），在九巴全日路線當中，成為班次最疏的其中一條（另一條為74A，該線由2014年10月25日起，每天絕大部分時間的班次均為60分鐘一班）。
另外，本路線有以下香港專營巴士路線罕有的紀錄：
- 香港現時各專營巴士路線中，擁有最多巴士必停站的路線（來回程共10個），全數位於荃錦公路。
- 途經的荃錦公路（大帽山郊野公園）巴士站，海拔高達492米，為全港海拔最高的巴士站，南北行巴士站均為必停站。
- 荃錦公路（大帽山郊野公園）巴士站南行對上一站（石崗村）的海拔約為230米，與該站的高度落差約為260米，為全港普通巴士路線落差最高的巴士站間。

## 外部連結
- i-busnet.com （页面存档备份，存于）
- 681巴士總站 （页面存档备份，存于）
- 荃錦公路 細說從頭
- 九巴51線 （页面存档备份，存于）

## 圖庫

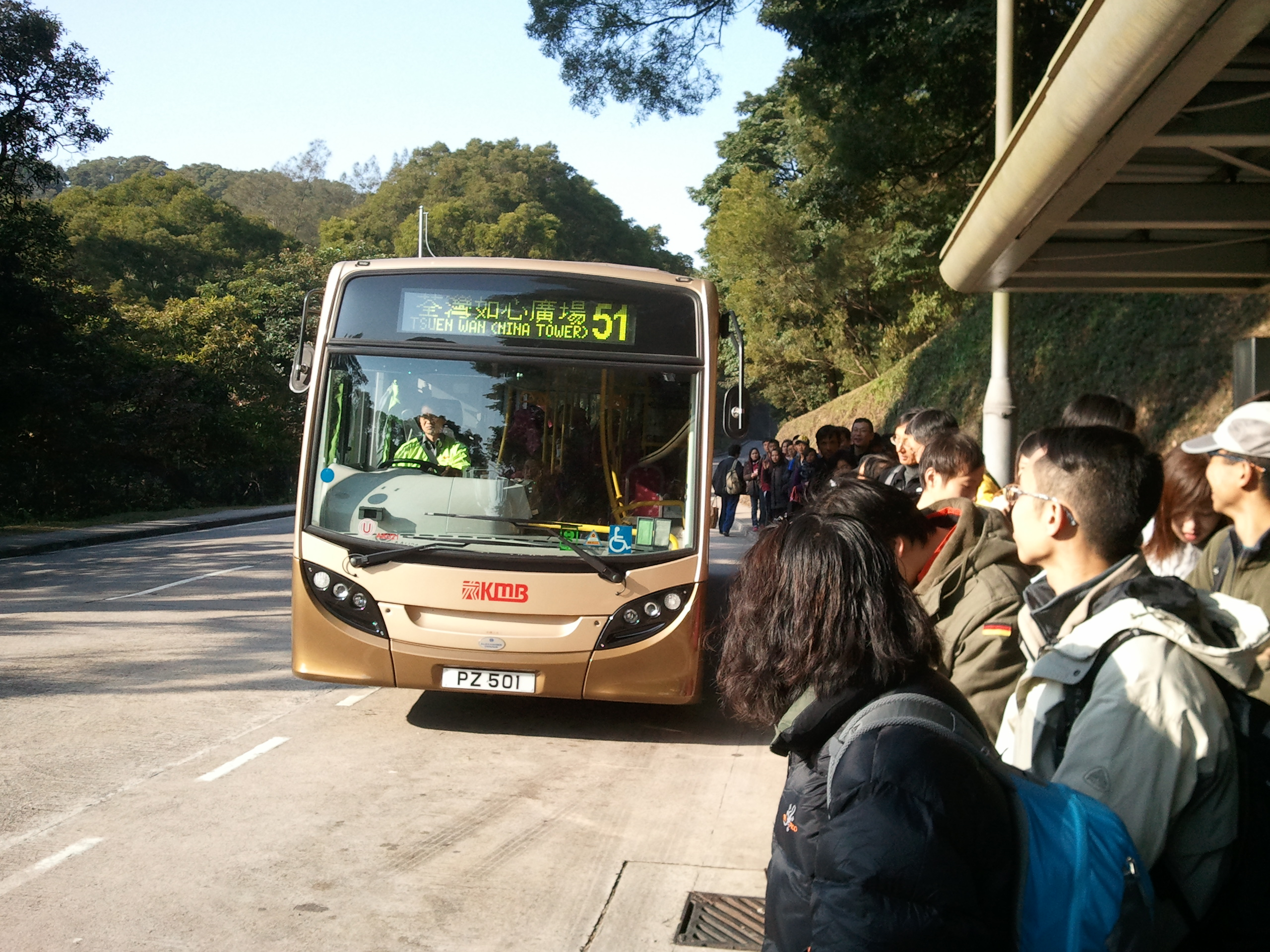
人們在等候巴士到站
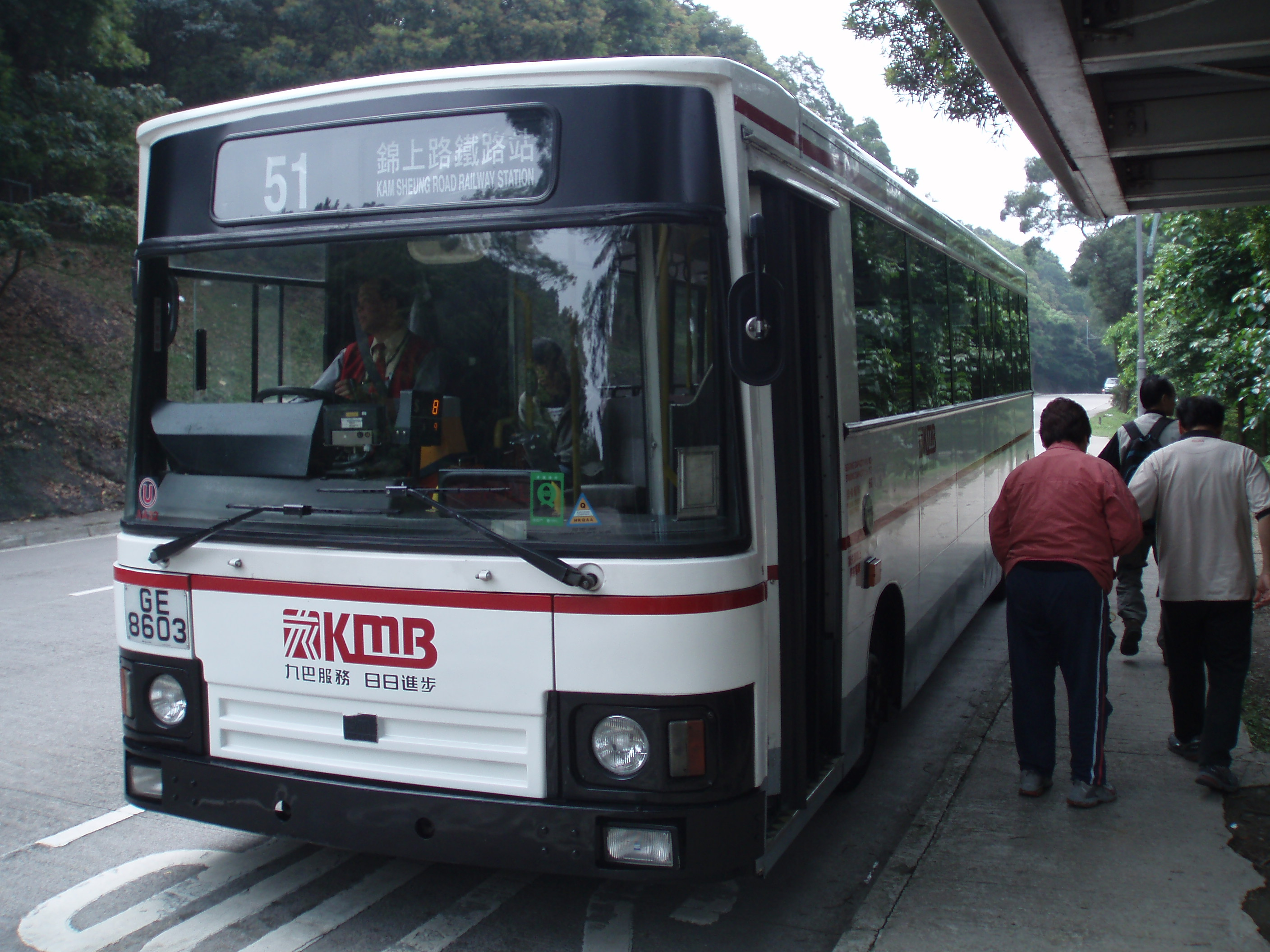
曾經在51線服務的丹尼士飛鏢單層空調巴士